# Pfarrhaus Petzenhausen (Weil)

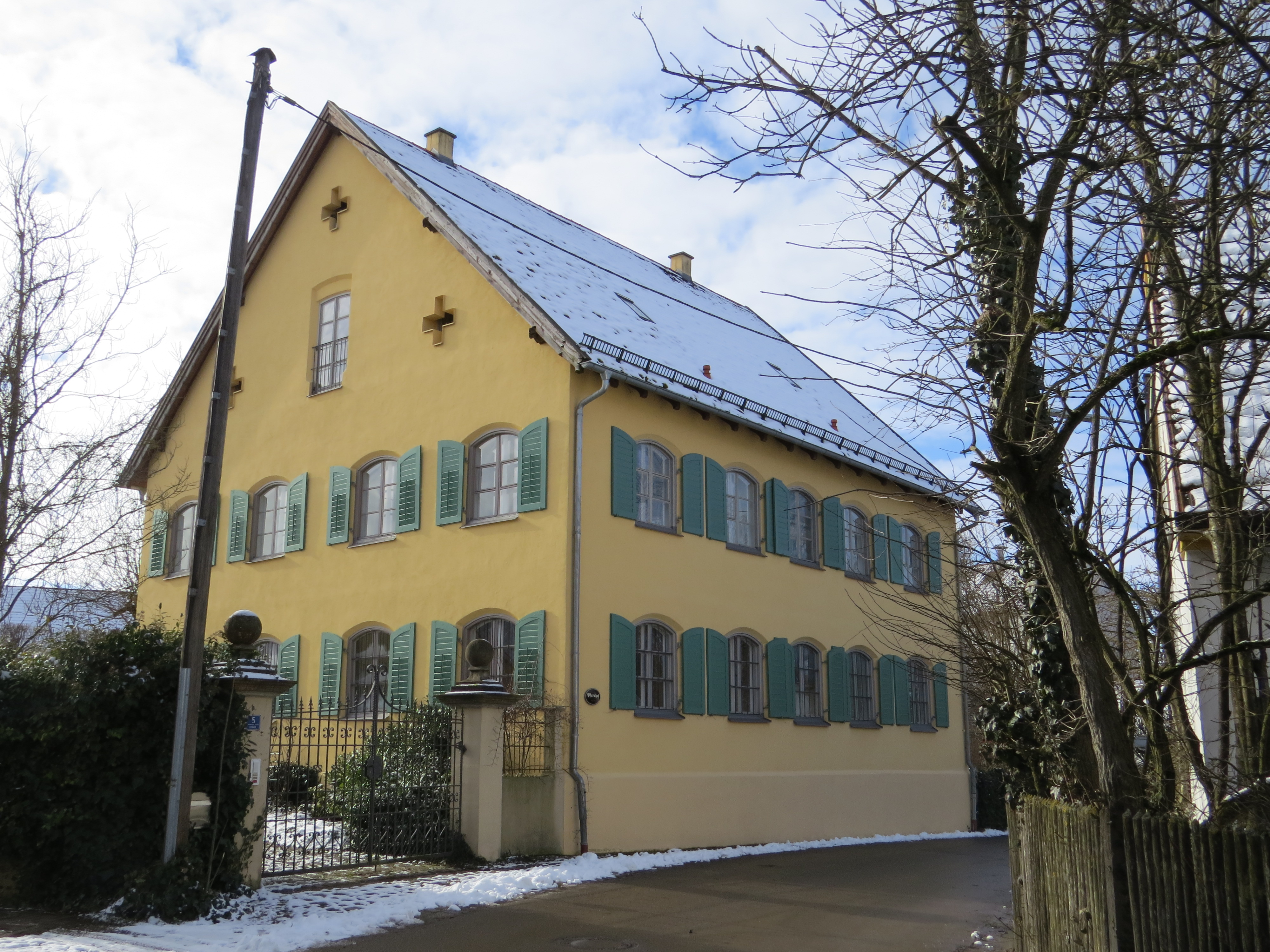
Ehemaliges Pfarrhaus in Petzenhausen

Das Pfarrhaus in Petzenhausen, einem Gemeindeteil von Weil im oberbayerischen Landkreis Landsberg am Lech, wurde von 1842 bis 1844 errichtet. Das ehemalige Pfarrhaus am Kirchweg 5, südwestlich der katholischen Pfarrkirche St. Petrus und Paulus, ist ein geschütztes Baudenkmal.

## Beschreibung
Das Bauwerk wurde nach dem Großbrand im Jahr 1840 unter Verwendung der vorhandenen Fundamente durch den Maurermeister J. Wolf errichtet. Der zweigeschossige, ungegliederte Satteldachbau mit Stichbogenfenstern besitzt vier zu fünf Fensterachsen. Die sechsteiligen Fenster mit grünen Läden schließen stichbogig. Die Giebelseiten besitzen ehemalige Ladeluken mit geohrten Faschen und kreuzförmige Belüftungsöffnungen. Den Eingang erreicht man über eine Differenztreppe an der Straße abgewandten Traufseite. 
Der Keller, vom Vorgängerbau stammend, wird von einem barocken Stichkappengewölbe auf massiven Stützen gedeckt. 